# Inside Daisy Clover
Inside Daisy Clover (conocida en Hispanoamérica como Intimidades de una adolescente o La rebelde, en España) es una película dramática estadounidense de 1965, dirigida por Robert Mulligan y producida por Alan J. Pakula. Estuvo protagonizada por Natalie Wood quien interpeta a una joven actriz de Hollywood con una vida en decadencia.
La película fue nominada para tres Premios Oscar incluyendo Mejor Actriz de Reparto para Ruth Gordon.

## Sinopsis
Obstáculos personales cambian la popularidad instantánea de una actriz a un fracaso total en Hollywood.

## Reparto
- Natalie Wood como Daisy Clover
- Christopher Plummer como Raymond Swan
- Robert Redford como Wade Lewis
- Ruth Gordon como Lucile Clover
- Roddy McDowall como Walter Baines
- Katharine Bard como Melora Swan
- Peter Helm como Milton Hopwood
- Betty Harford como Gloria Clover Goslett
- John Hale como Harry Goslett
- Harold Gould como Cop
- Ottola Nesmith como Dolores
- Edna Holland como Cynara

## Premios y nominaciones

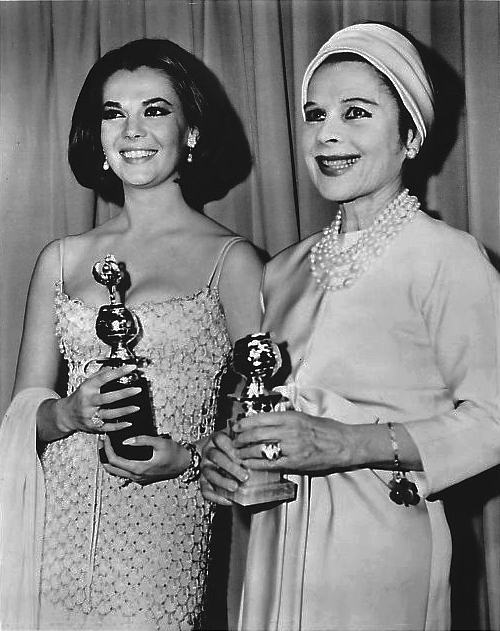
Wood y Gordon, ambas galardonadas por sus respectivas interpretaciones en los Premios Globo de Oro (1966).

| Premio               | Categoría                         | Nominado/a                                                             | Resultado | Ref.  |
| -------------------- | --------------------------------- | ---------------------------------------------------------------------- | --------- | ----- |
| Premios Óscar        | Mejor Actriz de Reparto           | Ruth Gordon                                                            | Nominada  | [ 1 ] |
| Premios Óscar        | Mejor Vestuario                   | Dirección de arte: Robert Clatworthy; Decoración: George James Hopkins | Nominados | [ 1 ] |
| Premios Óscar        | Mejor Diseño de Vestuario - Color | Edith Head y Bill Thomas                                               | Nominados | [ 1 ] |
| Premios Globo de Oro | Mejor Actriz de Comedia o Musical | Natalie Wood                                                           | Nominada  | [ 2 ] |
| Premios Globo de Oro | Mejor Actriz de Reparto           | Ruth Gordon                                                            | Ganadora  | [ 2 ] |
| Premios Globo de Oro | Nueva Estrella - Masculina        | Robert Redford                                                         | Ganador   | [ 2 ] |